# کاکایی سیبری
کاکایی سیبری یا کاکایی هیوگلین (نام علمی: Larus heuglini) نام یک گونه از سرده کاکاییان است.